# Thymus antoninae
Thymus antoninae ist eine Pflanzenart aus der Gattung der Thymiane (Thymus) in der Familie der Lippenblütler.

## Beschreibung
Thymus antoninae ist ein 10 bis 15 cm hoher Zwergstrauch mit aufstrebenden bis aufrecht wachsenden, verholzenden Stängeln. Die Laubblätter sind 5 bis 8 mm lang und 0,5 mm breit. Sie sind linealisch, feinfilzig behaart und  nur an der Basis spärlich bewimpert. Der Blattrand ist zurückgerollt.
Die Blütenstände sind nicht deutlich ausgeprägt, die Scheinwirtel bestehen aus nur zwei Blüten. Die Tragblätter ähneln den Laubblättern. Der Kelch ist 5 bis 7 mm lang, die Kelchröhre ist zylindrisch, die oberen Zähne sind schmal lanzettlich. Die Krone ist 8 bis 12 mm lang und purpurn gefärbt. Die Kronröhre ist zylindrisch.
Die Chromosomenzahl beträgt 2n = 28 oder 56.

## Vorkommen
Die Art ist im Südosten Spaniens endemisch verbreitet, sie kommt ausschließlich in den Provinzen Albacete und Murcia vor.

## Systematik
Innerhalb der Gattung der Thymiane (Thymus) wird die Art in die Subsektion Anomalae der Sektion Pseudothymbra eingeordnet.

## Nachweise